# بيرتين موامبا
بيرتين موامبا أو موامبا مالبا بانز كابومبو (ولد في 25 أيلول/سبتمبر 1932) سياسي كونغولي، عمل رئيساً ثالثاً لمجلس النواب في جمهورية الكونغو الديمقراطية.

## سيرة ذاتية
ولد بيرتين موامبا في 25 سبتمبر 1932 في سونغا الكونغو البلجيكية، في عائلة لوبا، تلقى ثلاث سنوات من التعليم الثانوي في مدرسة مونايتورس، عمل مدرساً من عام 1953 حتى عام 1957، عندما أصبح محاسباً شرعياً، ووظّل هذا المنصب الأخير حتى عام 1960 شارك موامبا في الجزء الإقتصادي من مؤتمر المائدة المستديرة في بلغو- الكونغول في بروكسل في الفترة من نيسان/أبريل إلى أيار/مايو 1960، وكان عضوا في اتحاد الجمعيات القبلية دو كاتانغا (كوناكات) الحزب وقاد فرعه في كامينا، و تحسبا للانتخابات العامة التي جرت في أيار/مايو 1960 في الكونغو، أدار موامبا جهود الحزب في حملته الانتخابية في المدينة، وبدون موارد كثيرة لتنظيم الحملة المحلية، ناشد الناخبين المحليين بالقول إن كوناكات ستكون بمثابة حصن ضد الهيمنة من منطقة كاساي المجاورة.
انتخب موامبا عضوًا في مجلس النواب في الانتخابات، ممثلاً عن دائرة لومامي العليا في مقاطعة كاتانغا، على الرغم من أنه عضو في كوناكات، كان لديه خلافات سياسية مع زعيم الحزب مويس تشومبي، وهكذا على الرغم من كاتانغا قد انفصل تحت توجيه تشومبي، عاد موامبا إلى مقعده في البرلمان في أغسطس 1961، في مارس 1962 ترشح كمرشح للمعارضة البرلمانية ليكون رئيسا للغرفة، وخسر تصويت المجلس، 51 صوتاً ضد 59 صوتاً، في نوفمبر - تشرين الثاني نجح هو أمّن المكتب و عقد هو حتّى مارس - آذار 1963، في أبريل، بعد إنهاء الانفصال كاتانج، رئيس الوزراء سيريل أدولا تعديل حكومته وعين موامبا نائب وزير الخارجية، وأعيد انتخابه في مجلس النواب في عام 1965، في نوفمبر-تشرين الثاني تولى جوزيف ديزيريه موبوتو السلطة في انقلاب. عُيّن موامبا وزيراً لمكتب البريد والبرقيات والاتصالات السلكية واللاسلكية، وتولى هذا المنصب حتى إجراء تعديل وزاري في 18 كانون الأول/ديسمبر 1966، وفي 18 كانون الثاني/يناير 1967، ألقي القبض عليه بتهمة اختلاس 000 570 دولار من الأرباح الحكومية من إعادة بيع الطوابع أثناء توليه منصبه.
وفي وقت لاحق، أشرك موامبا نفسه في التجارة والزراعة، وفي عام 1982، انتخب هوت - لومامي المفوض للمجلس التشريعي بحصوله على 814 19 صوتًا، وكان عضوا في اللجنة السياسية والإدارية والقضائية التابعة للجنة الفرعية المعنية بالعدالة، وعمل في الفريق البرلماني المعني بالمسائل البيئية.

## استشهادات
1. 1 2 3 4 5  Mulumba & Makombo 1986، صفحة 373.
2. 1 2 3  Artigue 1961، صفحة 246.
3. ↑  Kennes 2009، صفحة 167.
4. ↑  Lukas، J. Anthony (16 أبريل 1963). "Adoula Shuffles Congo Cabinet In Bid to Win Broader Support". The New York Times. ص. 5. بروكويست 116545486. {{استشهاد بخبر}}: templatestyles stripmarker في |المعرف= في مكان 1 (مساعدة)
5. ↑  Halberstam، David (15 مارس 1962). "About to Meet Tshombe Today". The New York Times. ص. 12. بروكويست 115989790. {{استشهاد بخبر}}: templatestyles stripmarker في |المعرف= في مكان 1 (مساعدة)
6. ↑  Mwanyimi-Mbomba 1985، صفحة 81.
7. ↑  Epstein 1965، صفحة 150.
8. ↑  Africa Research Bulletin 1967، صفحة 702.

## روابط خارجية
- Bertin Mwamba at assemblee-nationale.cd